# سر پرتابه

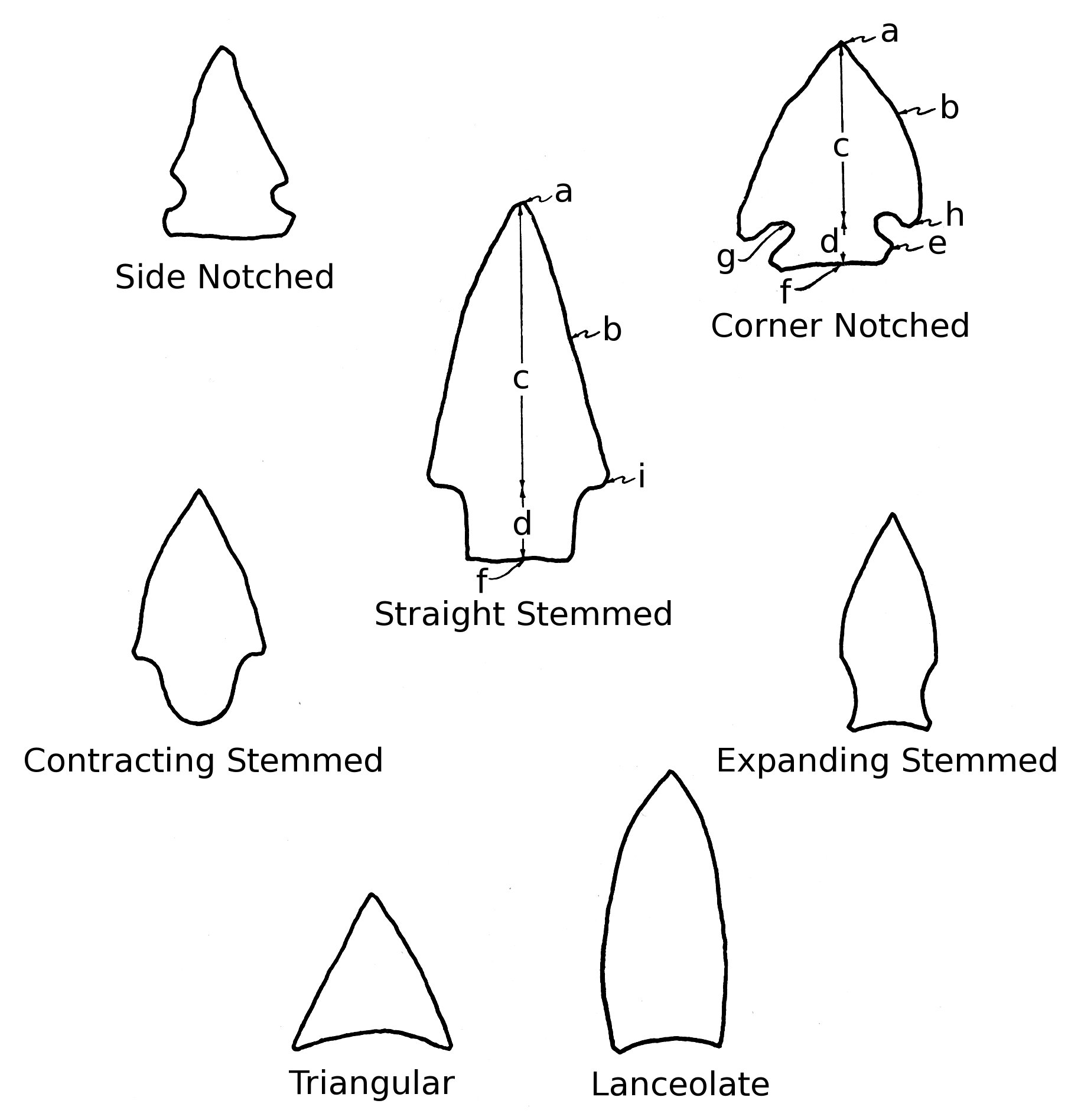
مقاطع انواع سر پرتابه.

سر پرتابه (به انگلیسی: Projectile point)، یک اصطلاح باستان‌شناسی است. این نوع سنگ‌های تراش خورده در دوران پارینه‌سنگی ظاهر شدند. بیشتر آن‌ها برای کار گذاشتن بر روی نیزه‌ها و دیگر پرتابه‌ها بکار می‌رفته‌اند.

## نگارخانه

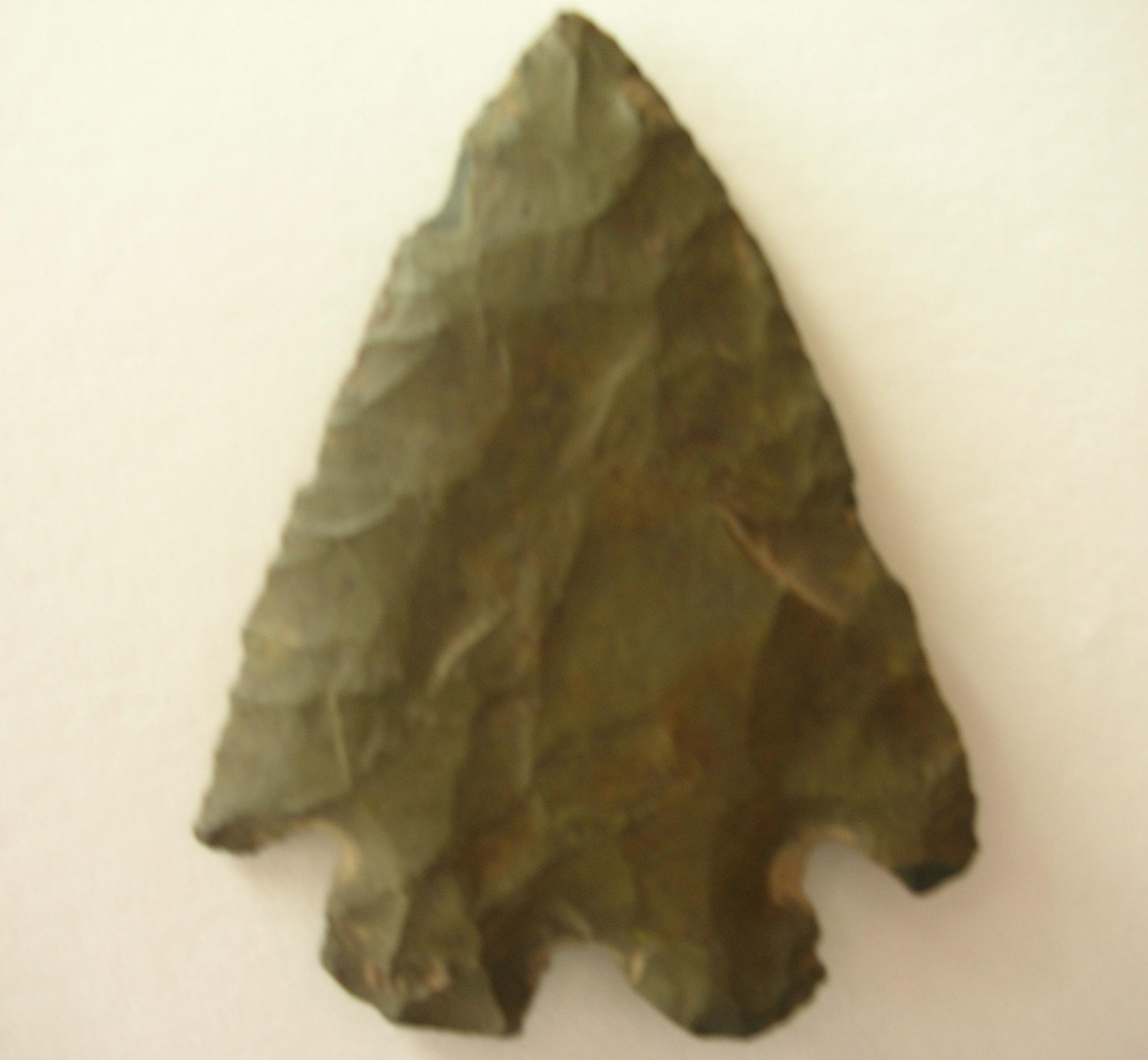
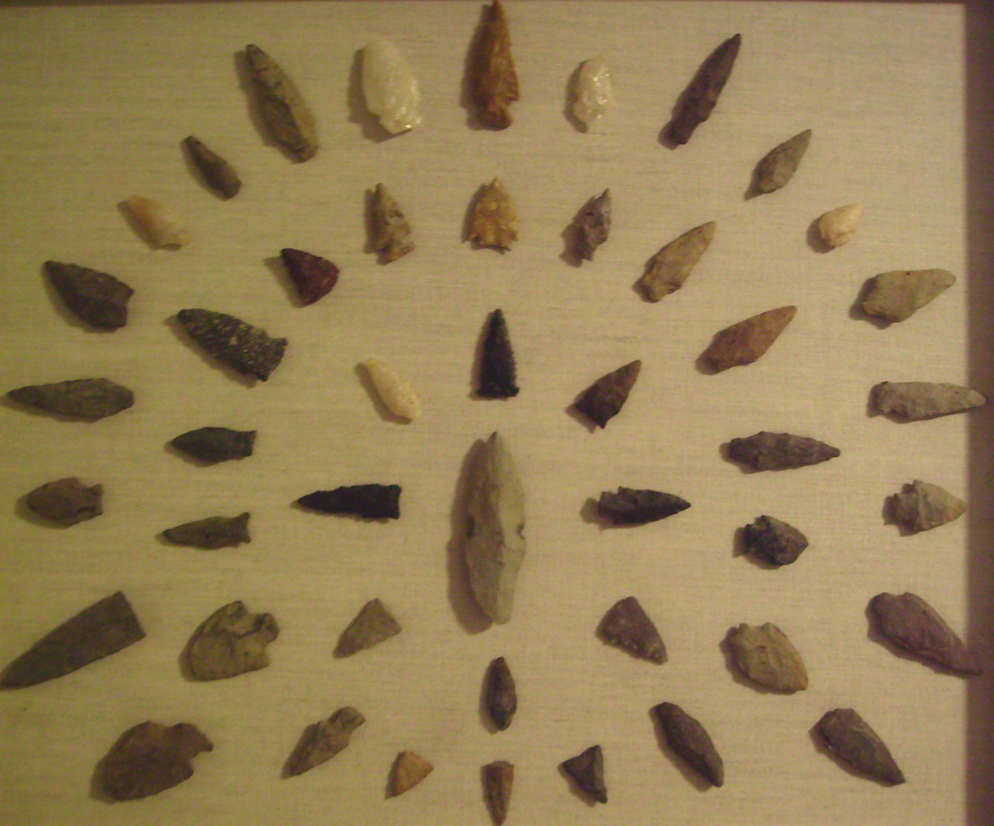
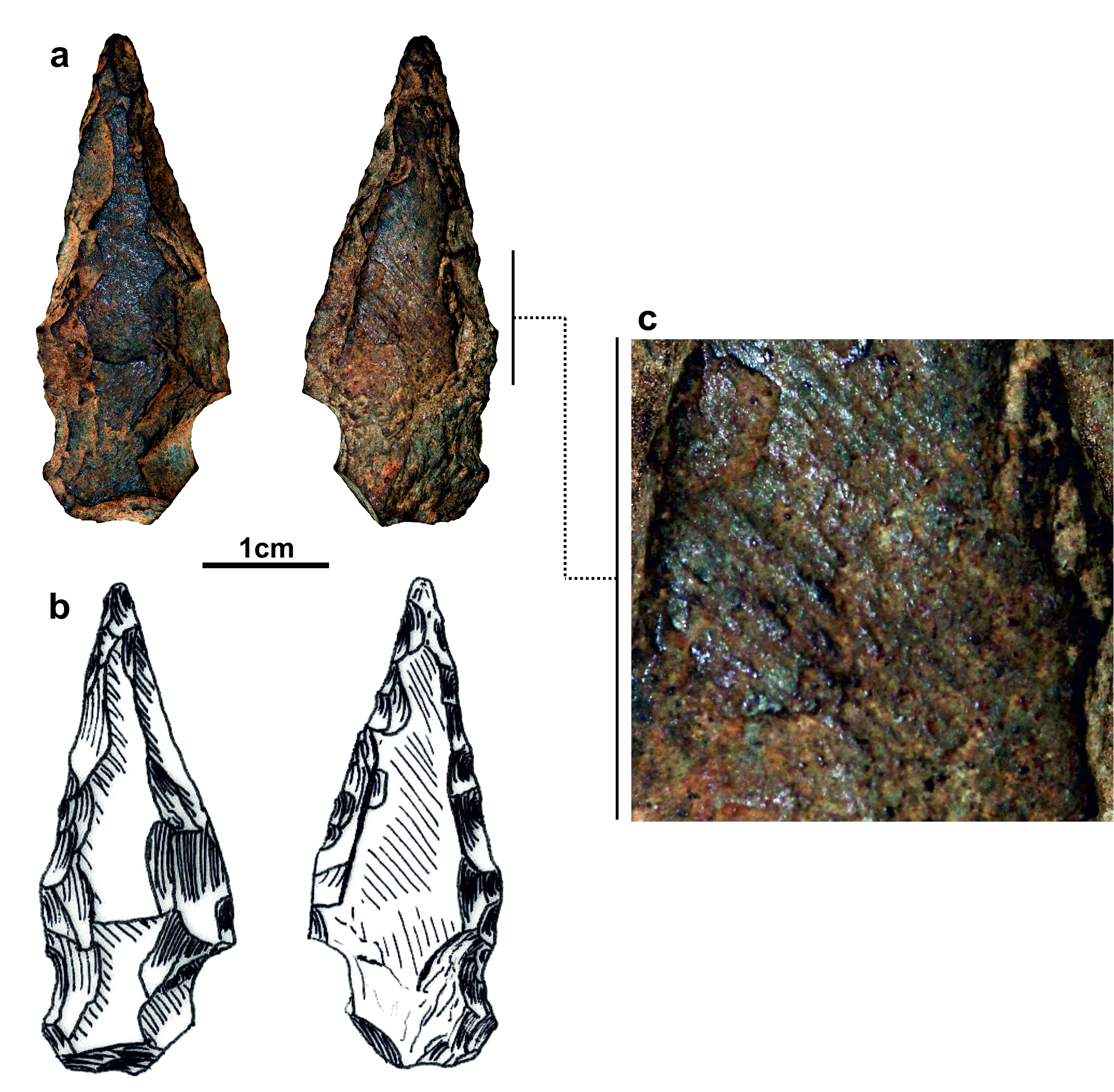